# لوله (شهر)
لوله (به پرتغالی: Loulé) یک شهر پرتغال است که در ناحیه فارو واقع شده‌است.

## خصوصیات
لوله ۷۶۳٫۶۷ کیلومترمربع مساحت و ۷۰٬۶۲۲ نفر جمعیت دارد.

## نگارخانه

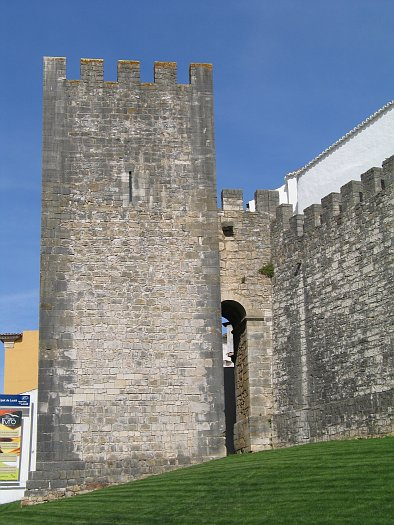
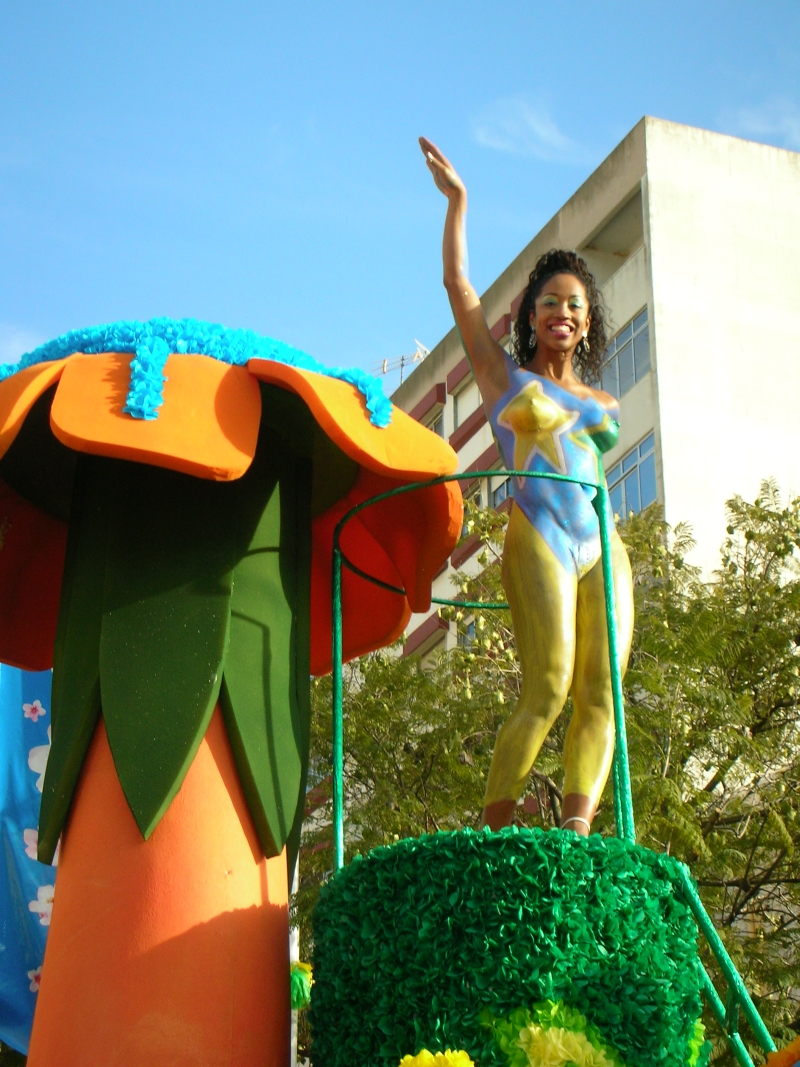
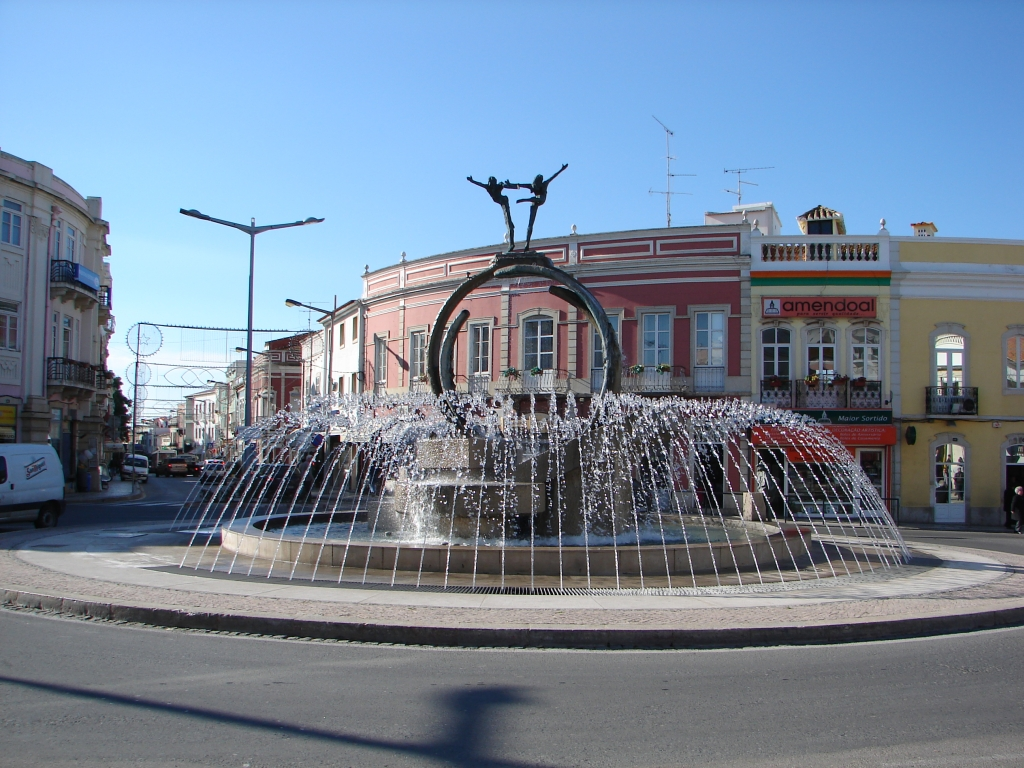
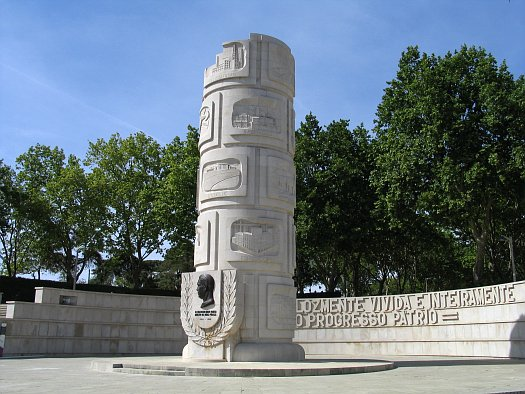
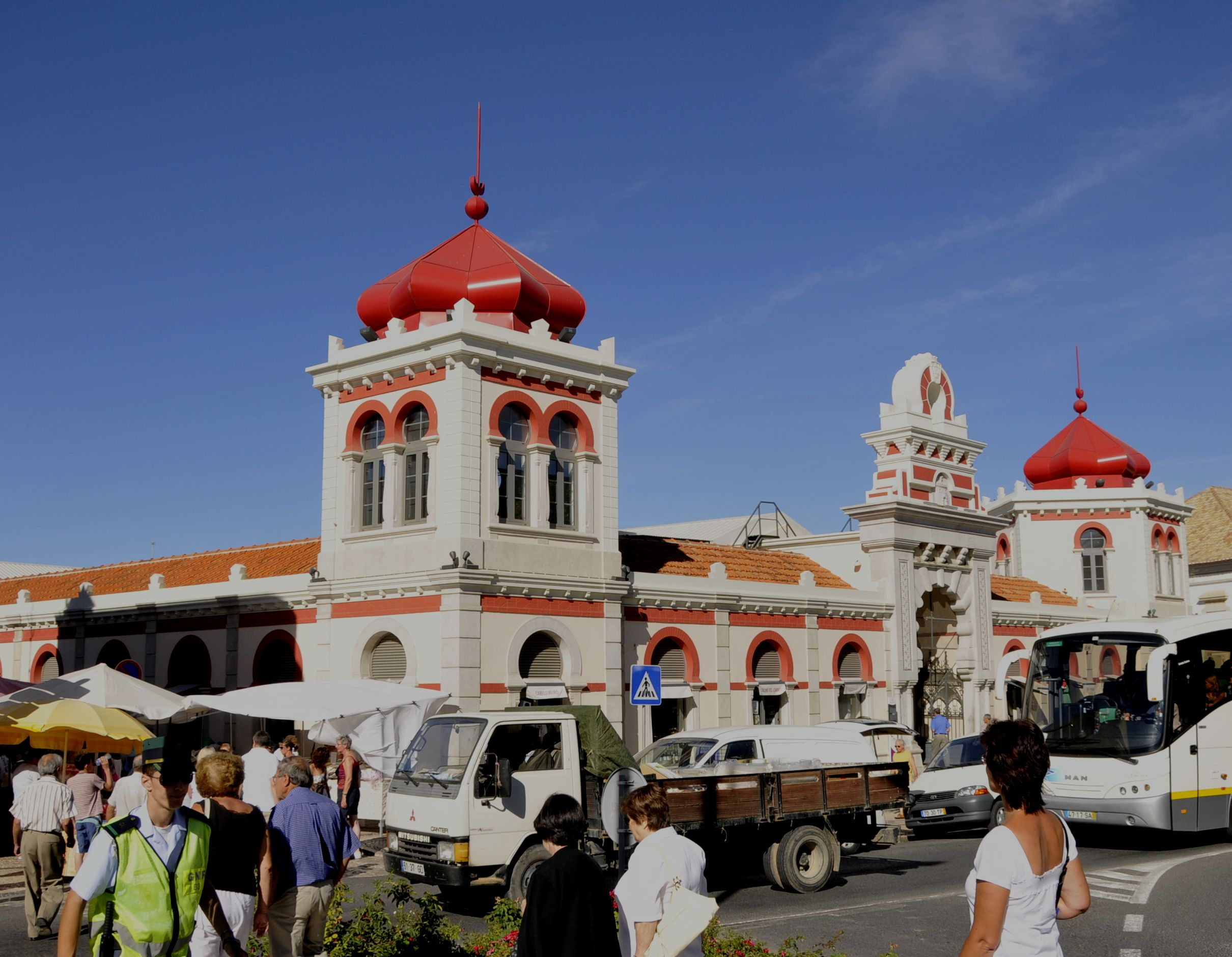
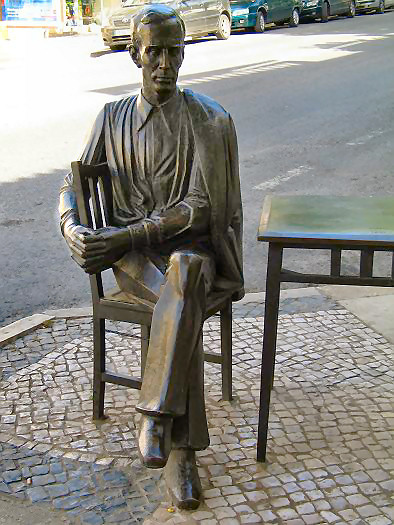
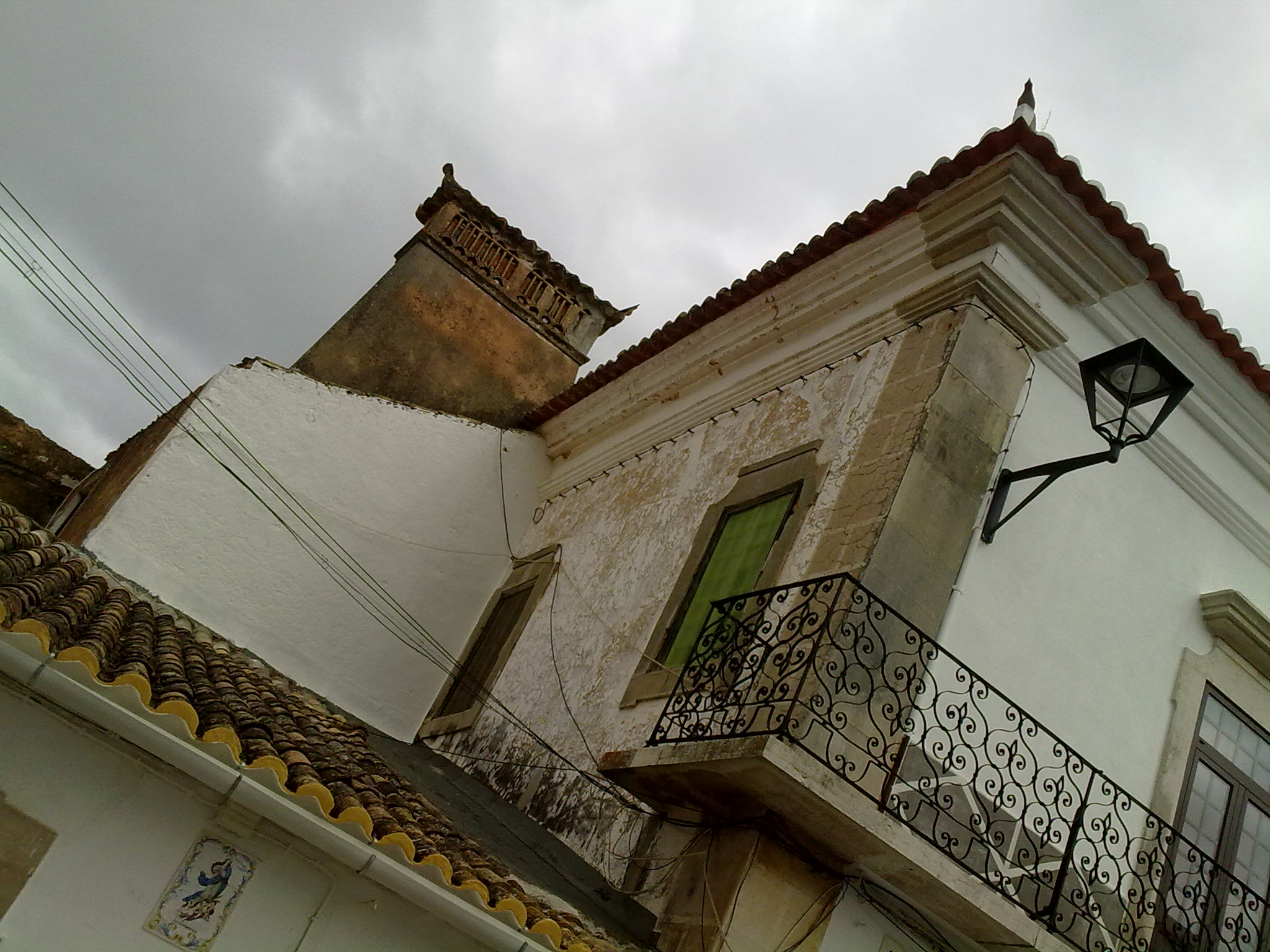
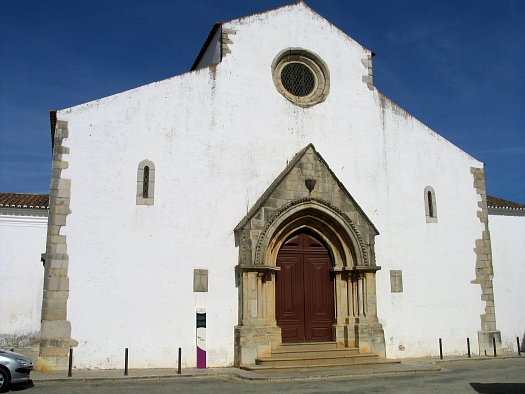
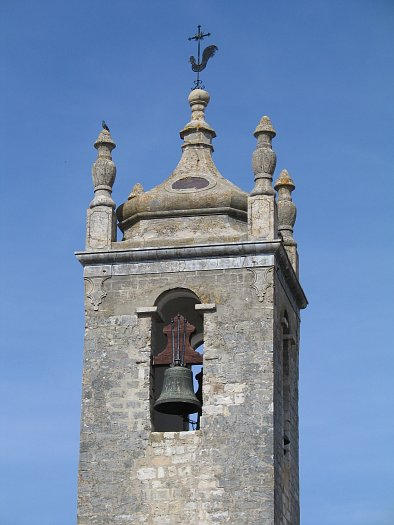
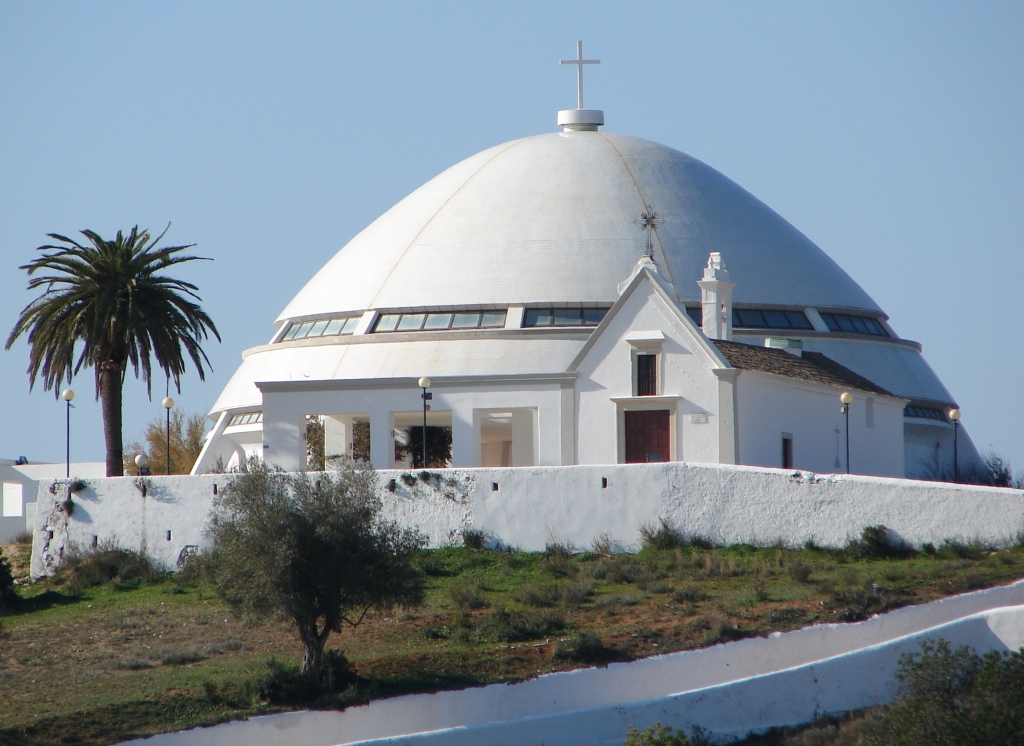
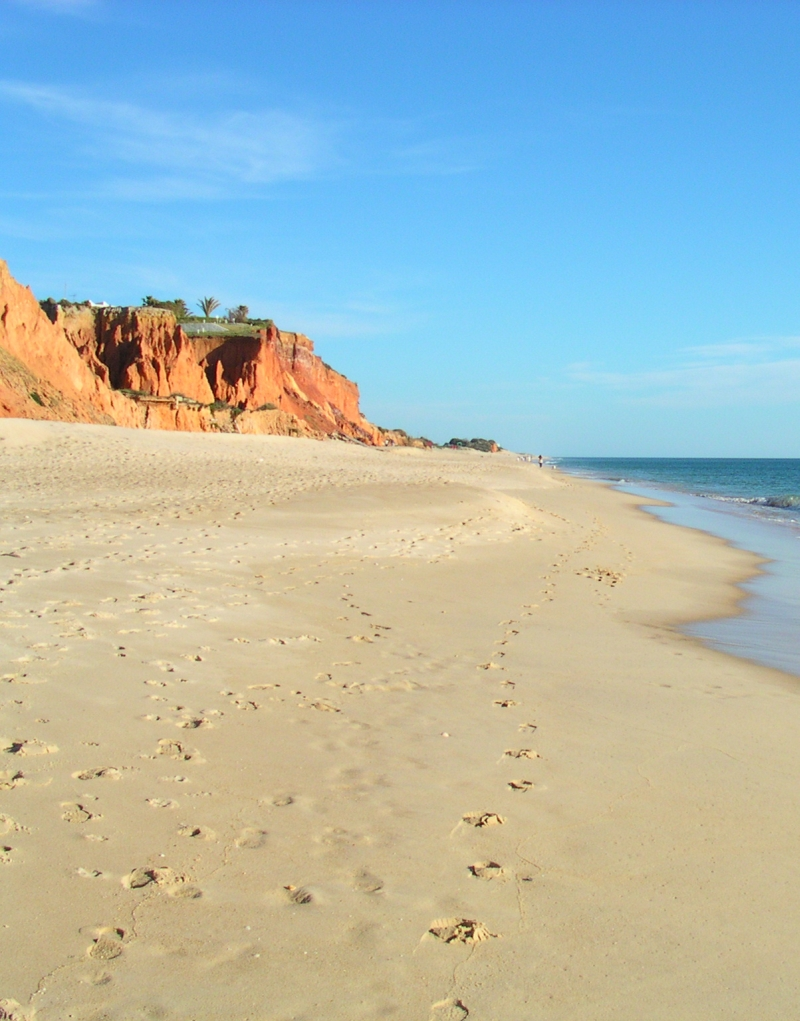
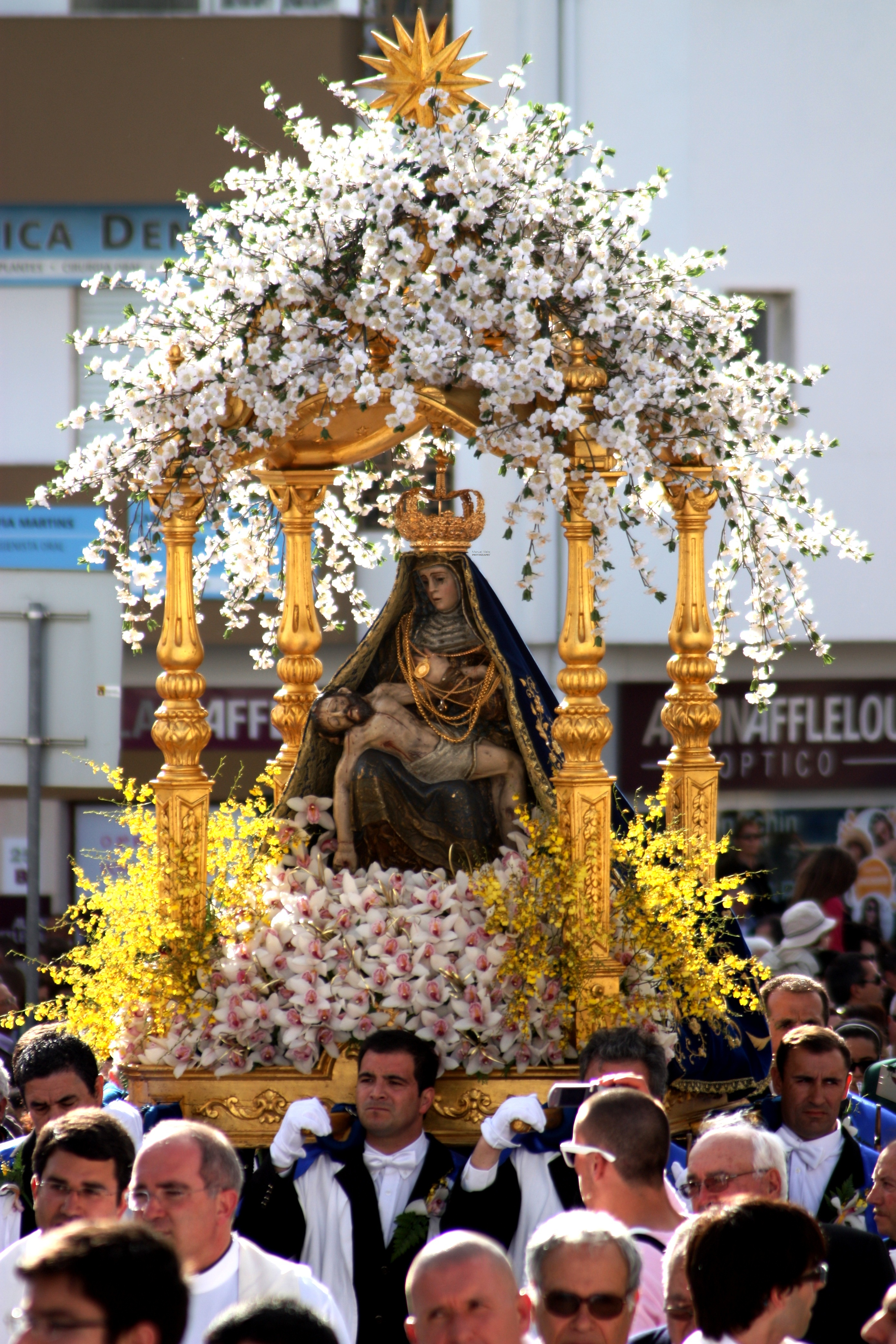
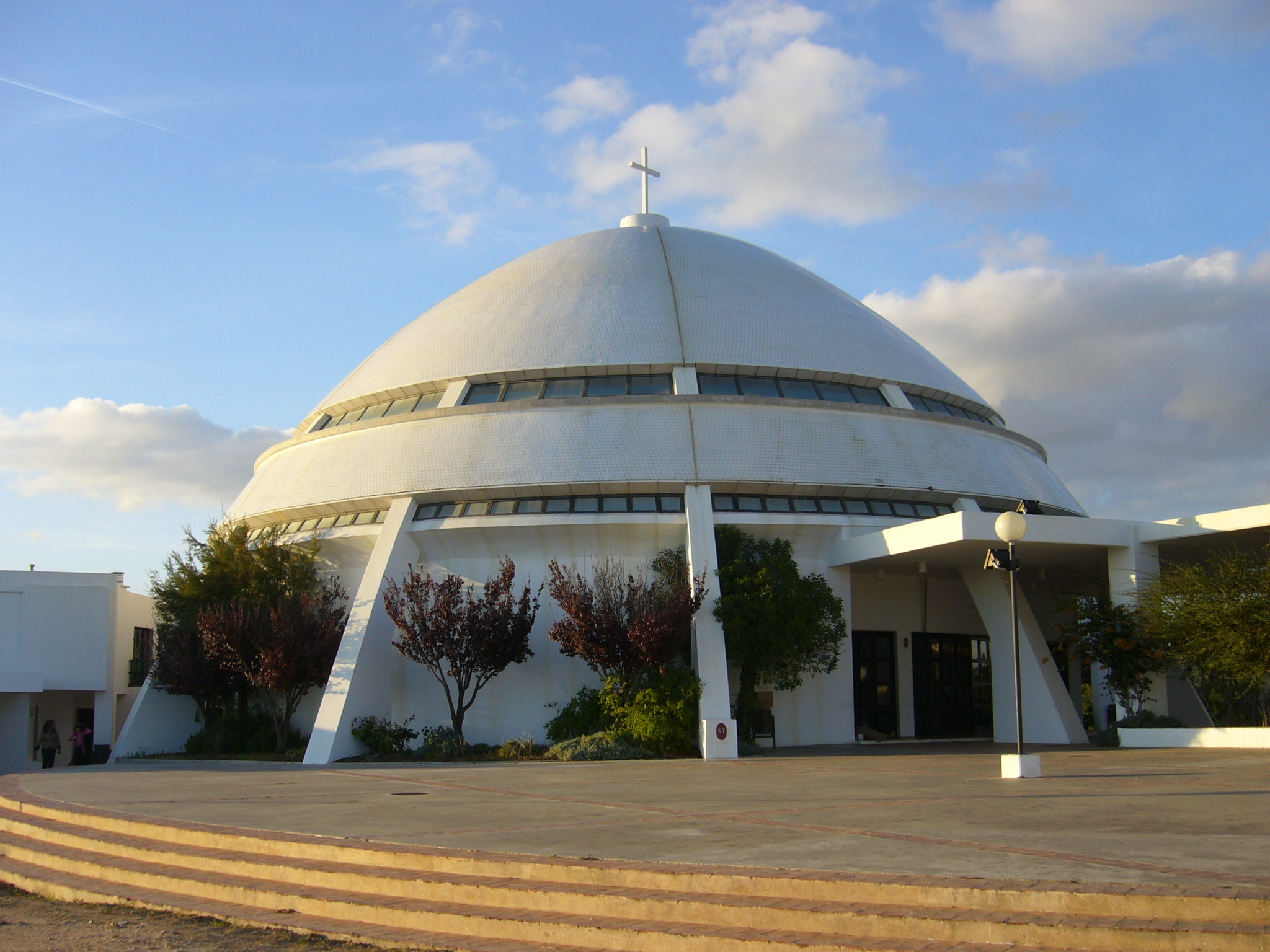
-->